# Супериорност беле расе
Супериорност беле расе је расистичко веровање да је бела раса супериорнија од других раса. Термин се понекад користи за описивање политичке идеологије која заговара друштвену и политичку доминацију беле расе.
Веровање у супериорност беле расе се базира на етноцентризму и жељи за успостављањем хегемоније беле расе. Садржи неколико степена расизма и ксенофобије и често се удружује са етничким чишћењем и расном сепарацијом.
Ово веровање је често имало као разултат антицрначки расизам и антисемитизам, иако такође укључује предрасуде и дискриминацију више „не-белих“ етничких група, укључујући и Арапе и разне азијске народе.
Разне групе које заговарају супериорност беле расе не заговарају увек исти став према томе која је група „највећи непријатељ“. Међутим, многе такве групе сматрају Јевреје најозбиљнијом претњом и оптужују их за манипулисање мањинских група у своју корист.